# Campionati francesi di sci alpino 1987
I Campionati francesi di sci alpino 1987 si svolsero a Flaine e Les Carroz dal 16 al 22 febbraio; furono assegnati i titoli di discesa libera, slalom gigante, slalom speciale e combinata, sia maschili sia femminili, e di supergigante maschile.

## Risultati

### Uomini

#### Discesa libera
| Pos. | Atleta      | Nazione |
| ---- | ----------- | ------- |
| 1    | Luc Alphand | Francia |
| 2    | ?           | ?       |
| 3    | ?           | ?       |

#### Supergigante
| Pos. | Atleta         | Nazione |
| ---- | -------------- | ------- |
| 1    | Franck Piccard | Francia |
| 2    | ?              | ?       |
| 3    | ?              | ?       |

#### Slalom gigante
| Pos. | Atleta         | Nazione |
| ---- | -------------- | ------- |
| 1    | Yves Tavernier | Francia |
| 2    | ?              | ?       |
| 3    | ?              | ?       |

#### Slalom speciale
| Pos. | Atleta        | Nazione |
| ---- | ------------- | ------- |
| 1    | Eric Pieri    | Francia |
| 2    | Hervé Anselme | Francia |
| 3    | Daniel Mougel | Francia |

Località: Les Carroz

Data: 22 febbraio

#### Combinata
| Pos. | Atleta      | Nazione |
| ---- | ----------- | ------- |
| 1    | Luc Alphand | Francia |
| 2    | ?           | ?       |
| 3    | ?           | ?       |

### Donne

#### Discesa libera
| Pos. | Atleta       | Nazione |
| ---- | ------------ | ------- |
| 1    | Carole Merle | Francia |
| 2    | ?            | ?       |
| 3    | ?            | ?       |

#### Slalom gigante
| Pos. | Atleta            | Nazione |
| ---- | ----------------- | ------- |
| 1    | Carole Merle      | Francia |
| 2    | Nathalie Bouvier  | Francia |
| 3    | Małgorzata Tlałka | Francia |

Località: Flaine

Data: 22 febbraio

#### Slalom speciale
| Pos. | Atleta        | Nazione |
| ---- | ------------- | ------- |
| 1    | Dorota Tlałka | Francia |
| 2    | ?             | ?       |
| 3    | ?             | ?       |

#### Combinata
| Pos. | Atleta       | Nazione |
| ---- | ------------ | ------- |
| 1    | Carole Merle | Francia |
| 2    | ?            | ?       |
| 3    | ?            | ?       |